# چکاوک پیسه
چکاوک پیسه (نام علمی: Grallina cyanoleuca) نام یک گونه از تیره مگس‌گیر شهریار است.

## نگارخانه

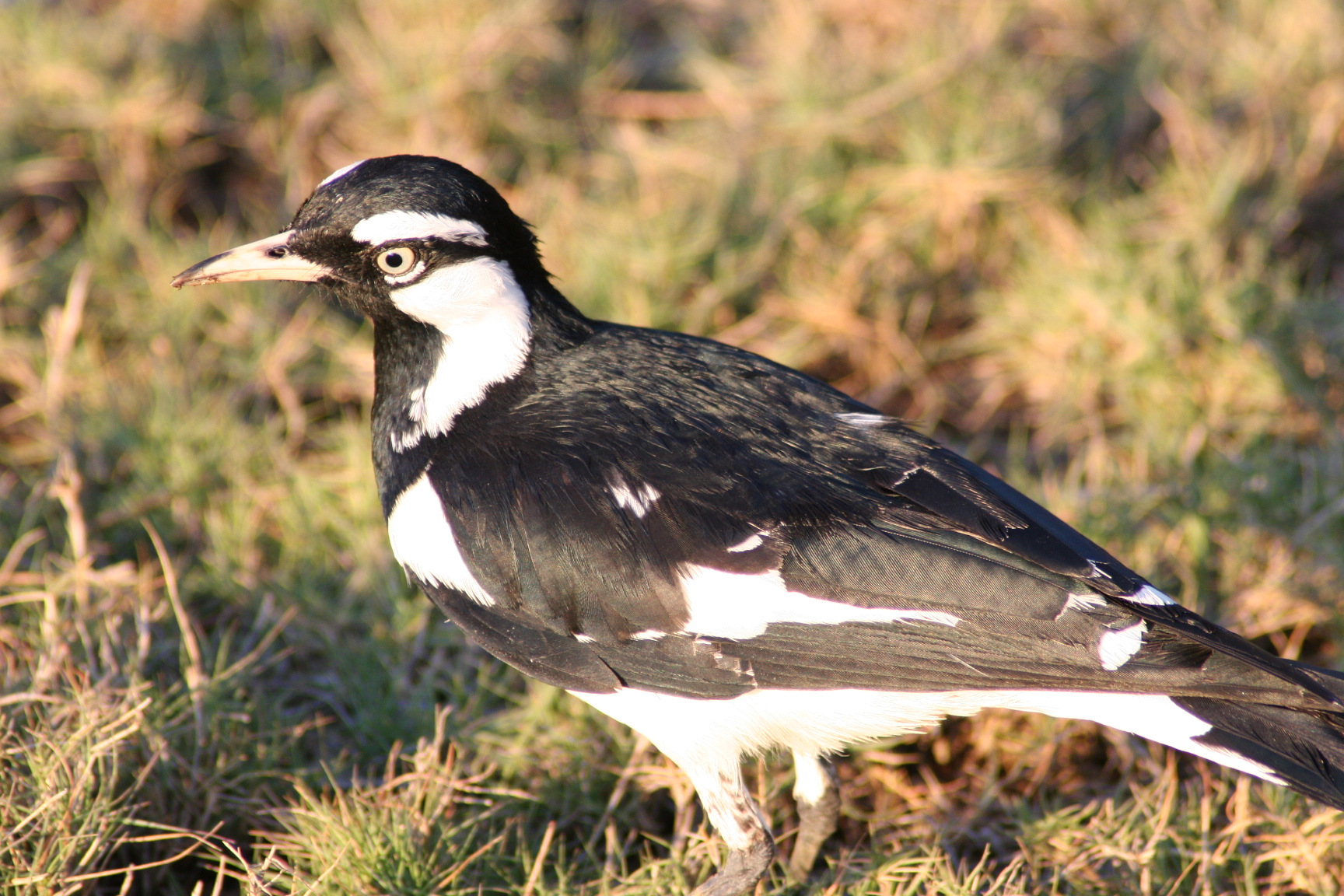
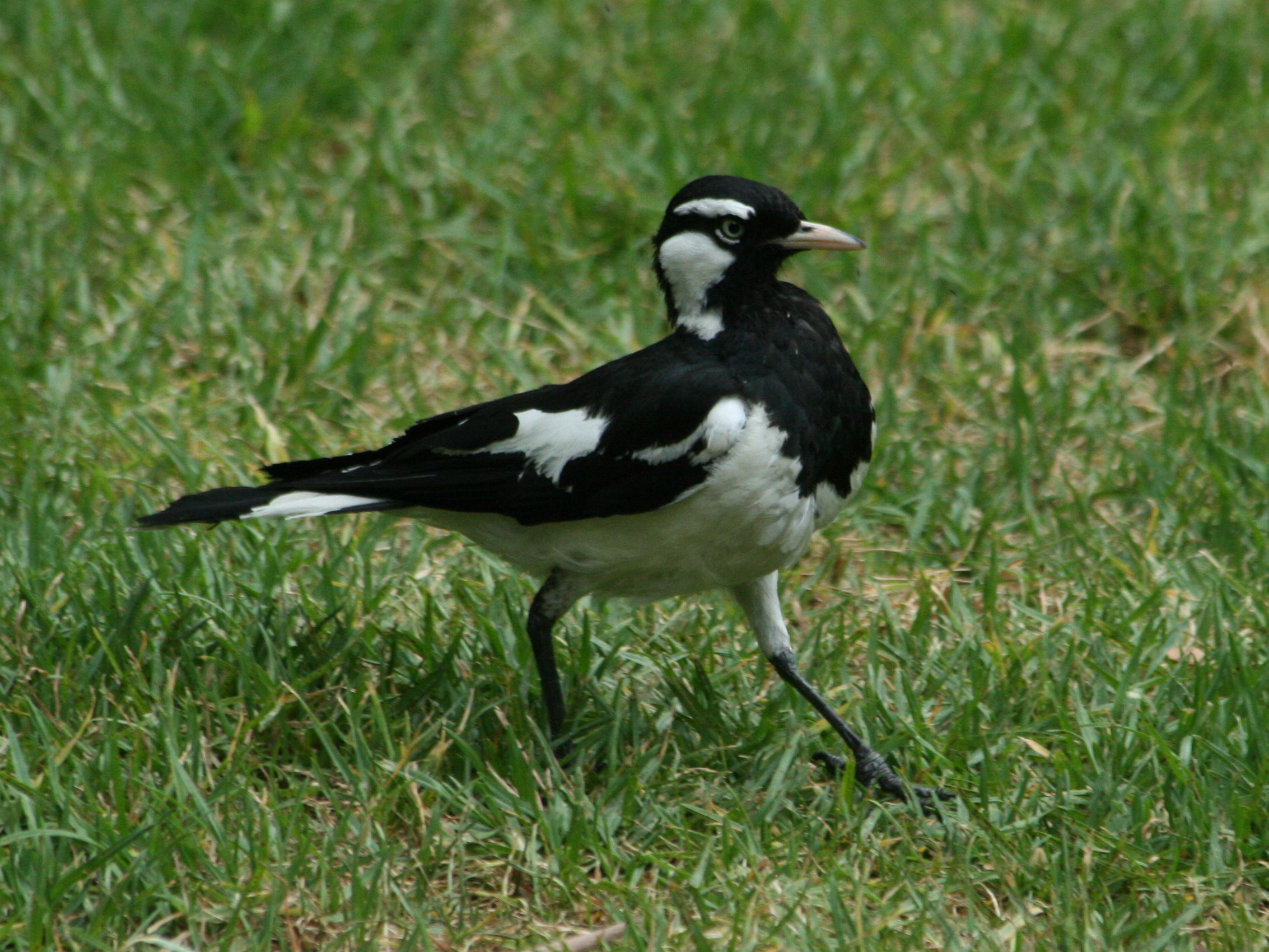
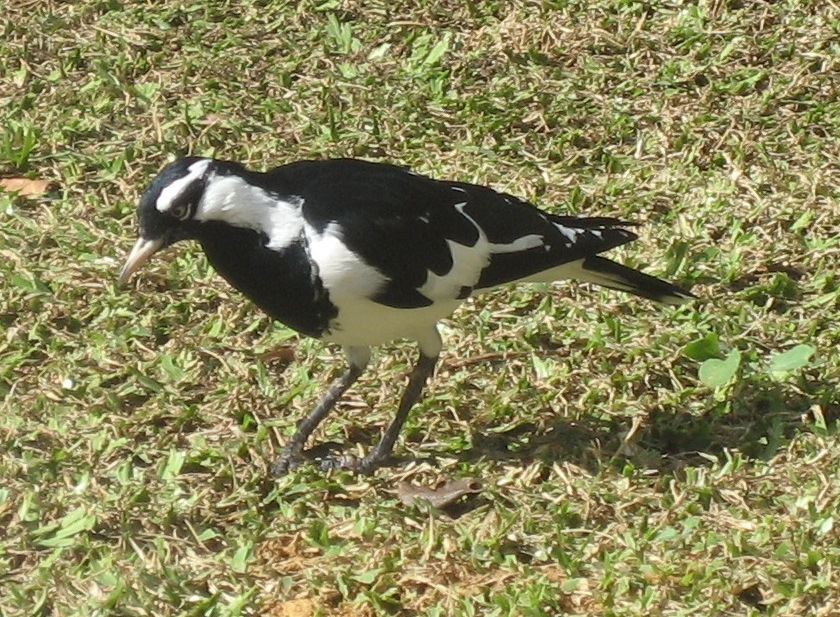